# پروکوپیوس
پروکوپیوس قیصریه‌ای (به لاتین: Procopius Caesarensis، یونانی: Προκόπιος ὁ Καισαρεύς) یا پروکوپ (به فرانسوی: Procope) (زادهٔ حدود ۵۰۰ – مرگ حدود ۵۵۴ میلادی) تاریخنگار، پژوهنده و حقوقدان بیزانسی بود. وی را برجسته‌ترین تاریخ‌نویس سدهٔ ششم پس از میلاد و نیز واپسین تاریخ‌نگار بزرگ روزگار باستان می‌دانند. وی هم روزگار با یوستی‌نیانوس یکم بود و نوشته‌هایش نیز منبعی بر جنگ‌ها و فرمانروایی آن امپراتور است.

## زندگی
پروکوپیوس در شهر قیصریه در فلسطین کنونی زاده‌شد و پس از کسب مهارت در علم بدیع در سرزمین مادری خود به‌عنوان وکیل یا قاضی، به قسطنطنیه مهاجرت کرد و در آنجا درس سخن‌وری می‌داد و در چندین پروندهٔ قانونی نیز مشاوره داده‌بود. وی به‌زودی استعدادهای خود را نمایان ساخت و به‌صورت رسمی به خدمت دولت درآمد. وی در سال ۵۲۷ به سمت مشاور بلیساریوس فرماندهٔ سپاه یوستی‌نیانوس در شرق منسوب شد و در سال ۵۳۲ با وی از شرق برگشت و در سال بعد دوباره به‌همراه وی به آفریقا و ایتالیا رفت.
ژوستینین به‌عنوان پاداش خدماتش به وی عنوان illustrious را اعطا کرد که بالاترین عنوانی بود که به طبقهٔ عادی مردم اعطا می‌شد و در اواخر عمر از پرداخت گاه‌وبیگاه مواجب خود به‌خاطر زحماتی که انجام داده بود و چندین سال بدون دستمزد زندگی می‌کرد، شکایت داشت. وی مدتی قبل یا بعد از مرگ ژوستنین در حالی که احتمالاً بیشتر از شصت سال داشت درگذشت.

## آثار
پروکوپیوس سه جلد کتاب تألیف کرده و همهٔ حوادث دورهٔ پادشاهی یوستینین را تا حدود سال ۵۵۰ میلادی در آن‌ها ضبط کرده‌است. اولین و مهم‌ترین کتاب او تاریخ جنگ‌ها است که دارای هشت قسمت است که به ترتیب زیر تقسیم می‌شود: کتاب اول و دوم راجع به جنگ‌های ایران و روم، کتاب سوم و چهارم راجع به کشمکش‌های دولت روم با واندال‌های آفریقا، کتاب پنجم و ششم و هفتم راجع به زد و خورد میان رومیان با گوت‌ها در ایتالیا و کتاب هشتم به شکل ضمیمه و متمم آن‌هاست که وقایع عمومی اقطار مختلف امپراتوری روم در آن شرح داده شده هست. دومین کتاب وی تاریخ سری نام دارد و در این کتاب پروکوپیوس بی‌هیچ بیم و ملاحظه‌ای به امپراتور و ملکه و حتی به بلیساریوس و همسرانش تاخته‌است؛ و از دسایس و نیرنگ‌هایی که در امور اداری و اجتماعی رواج داشته، انتقاد می‌کند. کتاب سوم او موسوم به ابنیه، درست نقطهٔ مقابل کتاب تاریخ سری اوست؛ به این معنی که مؤلف در این کتاب کوشیده‌است با عباراتی تملق‌آمیز و پرتکلف، از یوستینین تمجید نماید و خود را مورد توجه و عنایت او قرار دهد.

### متن آثار پروکوپیوس
- کارهای پروکوپیوس در پروژه گوتنبرگ
- آثار نوشته‌شده یا دربارهٔ پروکوپیوس در بایگانی اینترنت

- Complete Works, Greek text (Migne Patrologia Graeca) with analytical indexes
- The Secret History, English translation (Atwater, 1927) at the Internet Medieval Sourcebook
- The Secret History, English translation (Dewing, 1935) at LacusCurtius
- The Buildings, English translation (Dewing, 1935) at LacusCurtius
- The Buildings, Book IV Greek text with commentaries, index nominum, etc. at Sorin Olteanu's LTDM Project
- H.B. Dewing's Loeb edition of the works of Procopius: vols. I-VI at the Internet Archive (History of the Wars, Secret History)
- Palestine Pilgrims' Text Society (1888): Of the buildings of Justinian by Procopius, (ca 560 A.D)
- Complete Works 1, Greek ed. by K. W. Dindorf, Latin trans. by Claude Maltret in Corpus Scriptorum Historiae Byzantinae Pars II Vol. 1, 1833. (Persian Wars I–II, Vandal Wars I–II)
- Complete Works 2, Greek ed. by K. W. Dindorf, Latin trans. by Claude Maltret in Corpus Scriptorum Historiae Byzantinae Pars II Vol. 2, 1833. (Gothic Wars I–IV)
- Complete Works 3, Greek ed. by K. W. Dindorf, Latin trans. by Claude Maltret in Corpus Scriptorum Historiae Byzantinae Pars II Vol. 3, 1838. (Secret History, Buildings of Justinian)